# Xã Sycamore, Quận Montgomery, Kansas
Xã Sycamore (tiếng Anh: Sycamore Township) là một xã thuộc quận Montgomery, tiểu bang Kansas, Hoa Kỳ. Năm 2010, dân số của xã này là 908 người.